# Kammerspiel
El Kammerspiel o Kammerspielfilm fue un movimiento cinematográfico dentro del cine mudo en la época de la República de Weimar, en Alemania, que tuvo su apogeo entre 1921 y 1925. Contemporáneo a la tendencia expresionista, se origina bajo la influencia de Max Reinhardt y su representación de cámara. A menudo actúa como un retrato cinematográfico de la vida de la clase baja. 

## Historia
Los primeros años del cine se definen por sus pocas diferencias internacionalmente. Más adelante, en los años treinta, el cine se caracteriza por la imposición e influencia del denominado cine clásico o Modo de Representación Institucional, bajo el modelo formulado en Hollywood. Durante el periodo que media entre ambos, comprendido entre el final de la Primera Guerra Mundial y la consolidación del cine sonoro, en Alemania se produjo una fractura. Es un momento en el que toman cuerpo varios modelos y proyectos de montaje y puesta en escena de lo más divergentes. La alemana es una de las tres grandes «escuelas» de este periodo, junto con la cinematografía norteamericana y la soviética. Entre ellas existen diferencias de gran magnitud, desde el método mismo de producción hasta su relación con el espíritu vanguardista, y la actitud de independencia con que se comportan respecto a modelos del exterior. 
Las Kammerspielfilme (la forma plural del término en referencia a las obras) formaron un movimiento cinematográfico del período del cine mudo, en la década de 1920 en Alemania. Se desarrolló aproximadamente al mismo tiempo que el movimiento expresionista, más reconocido en la historia del cine. El especial aislamiento de esta nación en esos años tuvo importantes repercusiones estéticas sobre las artes y los medios de masas, como es el cine. El parcial cierre de fronteras de la nación derivó en una preferencia por fuentes autóctonas, tales como el caligarismo, el Kostümfilm, la imaginería romántica alemana y el Kammerspiel teatral.
El nombre de este movimiento proviene de una derivación del teatro alemán, que fue conocido como el «drama de cámara» (kammerspiel, en alemán), como resultado de la influencia que tuvo la forma teatral de "la obra de cámara" sobre el cine.Esta fue inaugurada en 1906 por un importante director de escena, Max Reinhardt, con tal de escenificar dramas íntimos para audiencias reducidas. Se hicieron pocas películas del estilo Kammerspiel, pero prácticamente todas son obras clásicas del cine.
Hacia 1926, el cine alemán comienza a notar el peso de la creciente competencia norteamericana. Como contraofensiva, los estudios más importantes de Alemania promueven un modelo fílmico con la exportación como finalidad. Se formula una especie de unión entre los éxitos del cine alemán anterior, hasta ser bautizado con el nombre de «gran estilo», y así fueron perdiéndose las divergencias dentro del cine alemán. 

## Características
Las películas del Kammerspielfilm se definen por la abstracción de su trama, además de verse una cierta vocación metafísica. Se centran en un universo previsible, con pocas acciones muy densas, situadas en una atmósfera envolvente.  Dentro de esta cinematografía, se ubicaba la vitalidad del cine en la capacidad de crear esa densa atmósfera, en torno a la cual el espectador puede sincronizar sus cualidades. 
La tradición del kammerspielfilm sigue dramas intemporales. En las películas, se percibe un importante enfoque en la psicología del personaje, manteniendo el foco en otro aspecto más aparte de la acción. Los personajes son profundos y reflejan la pesadez de sus propios conflictos internos. Los primeros planos de sus rostros que se ven en las películas no solo los enfatizan, sino que además los sitúan en una cierta atemporalidad, que puede estar presente en varios rasgos de un film. Por ejemplo, la simbología que usan es de carácter eterno, inmutable en el transcurso de la historia. En general, se procura sumergir al espectador en un tiempo apenas mesurable. La historia se desarrolla en una especie de suspensión, en la que tanto el tiempo como el espacio en el que da lugar quedan poco definidos. 
Es característico del kammerspielfilm la falta de diseños intricados de los escenarios. Se procura evitar el aspecto sensacionalista del expresionismo y, en cambio, se explican dramas más emocionalmente realistas e íntimos, a menudo sobre las clases medias bajas. Las kammerspiefilme hacen un retorno a un carácter más naturalista. Se emplean elementos del mundo real, representados de manera verosímil, los cuales se convierten en símbolos de situaciones psicológicas. Generan una relación entre el sujeto y su entorno, distinta a la del resto del cine alemán del momento, redirigiéndose a un tipo de relación más abierta. Lo logra, por ejemplo, con la utilización de planos cortos y haciendo uso de lo que los alemanes llamaron entfesselte Kamera o «cámara móvil», es decir, movimientos de cámara.  El movimiento implica que la cámara es el aparato que define precisamente aquello que puede ver el espectador. 
Cineastas, guionistas, críticos y teóricos asocian la relación de sujeto y entorno con el término de Stimmung, que captura simultáneamente la atmósfera por la cual esté rodeado, el estado anímico y una sintonización entre ambos. Durante la larga historia del término Stimmung siendo relacionado con un concepto estético, escritores, historiadores del arte y filósofos como Kant o Nietzsche lo usaron para describir una correlación entre un sujeto y su entorno; objetividad y subjetividad, imaginación y razón, sensación y pensamiento. Como indica la denominación de "drama de cámara", el Stimmmung es un aspecto crucial de este tipo de historias. La Kammer, la cámara o sala, es un lugar donde se ha establecido una cierta aura, que le da a este espacio la impresión de integridad metafísica, como un santuario.
Además, a diferencia de las películas expresionistas, las Kammerspielfilme rara vez usaron intertítulos para narrar la historia, llegando incluso a prescindir completamente de ellos, como en la película de Lupu Pick, Sylvester (1924). En lugar de transmitir información, en este caso solo sirven como un medio dramatúrgico para poner acentos psicológicos, como la autoacusación del guardia del ferrocarril «Ich bin ein Mörder» («Soy un asesino»), el único intertítulo en otra obra de Lupu Pick, Scherben (1921), una película que desconcertó al público incluso con su trama aparentemente sencilla. No es extraño, debido a la procedencia y abstracción teatral del Kammerspielfilm, que el movimiento se relacione con un escaso (o nulo) uso de carteles.

## Cineastas
Algunas figuras prominentes del movimiento fueron: 
- Lupu Pick
- Karl Freund
- Friedrich Wilhelm Murnau
- Carl Mayer
- Georg Wilhelm Pabst
- Carl Theodor Dreyer

### Karl Freund
Karl W. Freund fue un director de cine y director de fotografía conocido especialmente por fotografiar Metrópolis (1927) de Fritz Lang, codirigir y fotografiar Drácula (1931) con Tom Browning y por desarrollar la técnica de la cámara desencadenada. Fue innovador en el campo de la cinematografía. En el movimiento del kammerspielfilm, hizo un uso novedoso de la cámara, utilizándola suspendida sobre un raíl o atándosela en el pecho para filmar algunas secuencias. No cesaba de poner la cámara en movimiento mediante panorámicas o travellings, siendo un aparato que anteriormente se había dejado, en su mayoría, fijo. 

### Murnau
Friedrich Wilhelm Murnau, considerado uno de los maestros del cine expresionista alemán, fue también uno de los cineastas que realizó kammerspielfilme. Realizó la película "El Último", Der Letzte Mann (1924). Este film muestra el instante de concreción que hubo entre el Kammerspielfilm y el melodrama. Esta película se encuentra en un punto equidistante entre ambas actitudes.  La narrativa sigue a un orgulloso portero de hotel, interpretado por Emil Jannings en una de sus grandes actuaciones físicas. Su personaje queda devastado cuando su gerente lo destituye a encargado de los aseos, debido a su avanzada edad. 
De entre sus rasgos asociados al kammerspiel, encontramos la voluntad de simbolizar la psicología de los personajes a través de elementos del mundo real y cotidiano. Por ejemplo, en la película mencionada, la puerta giratoria del hotel actúa como símbolo de la destrucción de la vida del personaje del portero, que se creía a salvo. La película es también un gran ejemplo de la suspensión en una atemporalidad propia del movimiento, especialmente a través de su protagonista. De esta forma, consigue que el espectador se identifique con la historia incluso un siglo después de la realización del film. 
Además, como parte del Kammerspielfilm, es notable la ausencia de intertítulos. Es por eso que Der letzte Mann se considera uno de los films más célebres de la historia del cine, ya que lo consigue manejando con maestría la continuidad visual y el sistema de raccords. Murnau dota la película de una fluidez que rechaza la necesidad de carteles. Dentro del propio espacio, se hace un uso sistemático de la fragmentación, y destaca también el «raccord de movimiento». Éste consiste en dividir una sola acción en dos unidades técnicas, formulando un montaje mucho más dinámico, que puso a Alemania al frente de la vanguardia. Este montaje, completamente sistemático, consigue flexibilizarse en cada salto de plano, y su uso acaba estando muy normalizado en la industria tan solo dos años después. 
Sin embargo, Murnau también difiere de algunas de las características del kammerspiel, estando su película en un punto de conflicto. En vez de crear una atmósfera envolvente, genera un espacio que está continuamente en movimiento. La profundidad de campo está mucho más presente en la mayoría de planos, y las acciones se desarrollan con una continuidad más verosímil. Murnau también demostró su maestría al combinar movimientos en la película, incluyendo rasgos del expresionismo alemán, que fue un movimiento integral del estilo del director. Este rechazaba la realidad, con el objetivo de representar físicamente la psicología a través de distorsiones visuales. 
Las películas de Murnau, en particular, supieron crear las intensas atmósferas que se buscan conseguir en el kammerspielfilm. Mediante sus elecciones estilísticas de puesta en escena, como la iluminación o los planos cortos, se vivifica el paisaje, los lugares y los objetos, generando una dinámica entre los personajes y su entorno, haciendo uso de la estética Stimmung. 